# 川瀬剛志
川瀬 剛志（かわせ つよし、1967年 - ）は、日本の法学者。専門は、国際経済法・通商政策。上智大学法学部教授。経済産業研究所ファカルティ・フェロー。

## 略歴
1990年慶應義塾大学法学部卒業。1992年同大学院法学研究科修士課程修了。1994年同博士課程退学、同年ジョージタウン大学法科大学院修了（LL.M.）。
1994年神戸商科大学（現・兵庫県立大学）助手。1999年助教授。2004年大阪大学助教授。2007年上智大学法学部教授。
経済産業省通商政策局通商機構部参事官補佐、経済産業研究所研究員を経て、2004年より経済産業研究所ファカルティ・フェローを兼務。

## 著書
- 『WTO体制下のセーフガード』（荒木一郎共編著、東洋経済出版社、2004年）
- 『WTO紛争解決手続における履行制度』（荒木一郎共編著、三省堂、2005年）
- 『地球温暖化対策と国際貿易』（有村俊秀・蓬田守弘共編著、東京大学出版会、2012年）